# Stazione di Lansdowne Road
Lansdowne Road (in inglese Lansdowne Road railway station; in irlandese Stáisiún Bhóthar Lansdún) è una stazione ferroviaria irlandese di Dublino.
È una delle stazioni della DART e del Commuter ed è fornita di un passaggio a livello visto che si trova circa al livello della strada. Si trova nella zona del "white collar", zona finanziaria dublinese ed è collegata ad alcune importanti strade, su tutte Baggot Street.
La stazione sorge lungo la strada omonima che dava anche il nome allo stadio sotto la cui tribuna occidentale essa si trovava, Landsowne Road.
Dopo la demolizione dell'impianto la stazione serve il nuovo Aviva Stadium, ma l'edificio passeggeri è esterno al perimetro dello stadio attuale.
Fu aperta il 1º luglio 1870.

## Servizi
- Servizi igienici
- Capolinea autolinee
- Biglietteria a sportello
- Biglietteria self-service
- Distribuzione automatica cibi e bevande